# Женске панталоне
Панталоне су се први пут појавиле у историји међу номадским степским људима у западној Европи. Степски људи су били група номада различитих етничких група који су живели на евроазијским степама. Археолошки докази сугеришу да су и мушкарци и жене носили панталоне у том културном контексту. Међутим, током већег дела модерне историје, употреба панталона је била ограничена на мушкарце. У многим регионима ова норма је примењивана не само друштвеним обичајима већ и законом. Међутим, постоје многи историјски случајеви када су жене носиле панталоне пркосећи овим нормама, као што је покрет за права жена из 1850-их и из разних разлога, укључујући удобност, слободу кретања, моду, прерушавање (посебно за одбегле робове ), покушаји да се избегне родна разлика у платама и покушаји да се успостави оснажени јавни идентитет за жене. Нарочито у 20. и 21. веку, обичаји и закони који ограничавају овај начин облачења су драматично опуштени, одражавајући све веће прихватање и нормализацију ове праксе.
Разни амерички градови су у 19. и 20. веку донели законе који женама забрањују да носе панталоне. Представник међу њима био је закон из 1863. који је усвојио Надзорни одбор Сан Франциска који је криминализовао појављивање у јавности у „одећи која не припада његовом или њеном полу“, иако су слични закони постојали у Коламбусу, Охајо (изгласан 1848); Чикагу, Илиноису (изгласан 1851); Хјустон, Тексас (изгласан 1864); Орландо, Флорида (изгласан 1907), и отприлике двадесетак других америчких градова. (Закони против кросдресинга наставили су да се усвајају све до 20. века, а Детроит, Мичиген и Мајами, Флорида, донели су законе тек 1950-их.)
Поред тога, постојећи закони, као што су статути против скитница, стављени су на снагу како би се осигурало да се жене облаче у складу са родним нормама тог времена. Један такав пример би био њујоршки статут против скитница из 1845. године, који каже да „свака особа којој је лице обојено, обезбојено, прекривено или сакривено, или је на други начин прикривено, на начин срачунат да спречи да буде идентификовано, и која се појављује на било ком путу или јавном путу, или на било ком пољу, парцели, шуми или ограђеном простору, може бити гоњена и ухапшена.” Овај закон је коришћен за кривично гоњење жена због кросдресинга, уз образложење да њихово облачење ван родних норми представља „прерушавање“. Бостон је користио сличне законе против скитница да ухапси Ему Снодграс и њену пријатељицу Харијет Френч 1852. године. (Снодграс ће поново бити ухапшена у Кливленду 1853, а Френч ће поново бити ухапшена у Њујорку 1856) Францускиња је наводно прекршила конвенцију како би тражила могућности за посао отворен само за мушкарце: тврдила је за New York Daily Times да би могла да „добије већу плату“ обучена као мушкарац.
Закони против скитница су такође коришћени за хапшење Џени Вестбрук у Њујорку, 1882. и 1883. године. Попут Харијет Френч у Бостону, Вестбрукова је идентификовала прилике за посао као разлог за њен кросдресинг: „Њен изговор је био да је могла да зарађује 20 долара недељно под својом маском, док би јој као продавачици у модерној радњи плата била само једна трећина тог износа“.
Учења ортодоксних Јевреја и неких хришћанских деноминација, као што су методисти конзервативног покрета, настављају да налажу женама да носе хаљине пуне дужине, а не панталоне како би задржале оно што виде као разлику полова.

## Рана реформа облачења
Године 1851. рана заговорница права жена Елизабет Смит Милер упознала је Амелију Блумер са одећом која је првобитно била позната као „турска хаљина“, која је имала сукњу до колена преко панталона у турском стилу. Блумер је дошла да заговара и промовише ову одећу, укључујући упутства за њену израду, у The Lily, новинама посвећеним „Еманципацији жене од неумерености, неправде, предрасуда и нетрпељивости“. Ово је инспирисало помаму за овом одећом, која је постала позната као женске панталоне.
Елизабет Кејди Стентон, Сузан Б. Ентони и Луси Стоун, друге ране заговорнице женских права, такође су усвојиле овај стил облачења 1850-их, називајући га „хаљином слободе“.
У исто време, неке раднице, посебно жене које раде на коповима угља у области Виган, почеле су да носе панталоне испод кратке сукње као практичну компоненту своје униформе. Ово је привукло пажњу јавности, а разни фотографи су направили записе о неконвенционалном начину облачења жена од средине до краја 19. века.
Још једна жена која се јавно залагала за реформу одевања била је Мери Едвардс Вокер, аболициониста и хирург из грађанског рата. Вокерова, који је носила женске панталоне док је радила у војној болници, написала је 1871. да женска одећа треба да „штити особу и омогућава слободу кретања и циркулације, а не да њену особу чини робом“. Вокерова је отворено носила мушке панталоне, а више пута је хапшена због ношења мушке одеће (њено прво хапшење било је 1866. године, у Њујорку, а коначно хапшење 1913. године, у Чикагу, у доби од 80 година.

## Мењање норми

### 20. век

#### Сједињене Државе и Европа

##### 1890-1914
Према Валерији Стиле, до краја 19. века, Парижанке су чешће носиле панталоне него Енглескиње и Американке, вероватно зато што су панталоне представљане као модеран предмет у Француској, а не као квази-феминистичка изјава. До 1895. године, многе америчке девојке из средње класе усвојиле су бицикл и женске панталоне и почеле да себе називају „Нове жене“, упркос отпору друштва. У међувремену, ове ране женске панталоне су биле разноврсне у складу са њиховом употребом за гимнастику, купање, вожњу бициклом или забаву.
Ажурирана верзија женских панталоне, за спортску употребу, представљена је 1890-их када је женски бициклизам ушао у моду. Како су активности попут тениса, бициклизма и јахања постале популарније на прелазу векова, жене су се окренуле панталонама или пумперицама да би се обезбедила удобност и слобода кретања у овим активностима, а неки закони су дозволили ношење панталона жена током ових активности.

##### 1914–1920
Током Првог светског рата (1914–1918), многе жене у земљама као што су Француска, Уједињено Краљевство и Сједињене Државе биле су регрутоване да раде у фабрикама, посебно у фабрикама муниције, да би помогле ратне напоре или да замене мушкарце у услужним секторима, као што је јавни превоз. Док су многи мушкарци били послати на линију фронта да се боре, њихове жене су често почеле да носе панталоне или радне комбинезоне у фабрикама ради веће безбедности и удобности. Временом су жене развиле специфичне дизајне прилагођене практичним потребама индустријских радница. Иако се сматрало храбрим јер су при томе изазивале норме облачења, што су околности налагале, женске панталоне су током ратних година стекле одређену друштвену прихватљивост.
Међутим, хапшења жена у панталонама нису престала. На пример, 1919. године, раднички вођа Лујза Капетиљо постала је прва жена у Порторику која је носила панталоне у јавности. Капетиљо је послата у затвор због онога што се тада сматрало злочином у Порторику, иако је судија касније одустао од оптужби против ње. Поновила је овај чин побуне поново силазећи са брода на Кубу где судија није био тако благ што је довело до њене казне.

##### 1920-их
Током послератних година раних 1920-их, чини се да су француски и амерички произвођачи одеће били збуњени око тога коју врсту одеће да праве за жене, јер су неки сматрали да би требало вратити предратне норме, док су други тражили путеве напред и еволуцију. Пошто је економија још увек била у расулу, а одређене тканине у недостатку, то је приморало дизајнере да буду креативни, при чему се већина у почетку фокусирала на нове типове и дизајне сукњи и хаљина. У међувремену, међутим, након што су стекле више друштвено-економске независности радећи плаћени посао у одсуству својих мужева, жене у многим земљама су успешно водиле кампању за право гласа, добијајући већу политичку моћ и друштвену аутономију. Атлетизам и спорт су све више прихватани као активности за жене, ношење прикладнијих панталона које су све мање називане женске, и више нису експлицитно повезане са феминистичким активизмом.
Жене су све више носиле панталоне као одећу за слободно време 1920-их и 30-их година, а запослене жене, укључујући и жене пилоте, често су носиле панталоне.

##### 1930-их
Глумице Марлен Дитрих и Кетрин Хепберн су често фотографисане у панталонама 1930-их, показујући како се стил проширио из радничке класе, а Дитрихова се славно појављивала у црном смокингу и одговарајућој федори на премијери филма Знак крста 1932. године.
Еленор Рузвелт је постала прва прва дама која се појавила у панталонама на свечаној функцији, председавајући Ускршњим јајима 1933. у панталонама за јахање, што је последица тога што није имала времена да се пресвуче после раног јутарњог јахања. Међутим, чинило се да је прихватила неконвенционалну околност, позирајући за фотографију у панталонама на јужном портику Беле куће.
Vogue је представио своје прво издање жена које су носиле панталоне 1939.

##### 1939–1945
Током Другог светског рата (1939–1945), историја се поновила у већем обиму, са више жена него у Првом светском рату које су се шишале и облачиле панталоне да би безбедније радиле у фабрикама док су мушкарци ишли на бојна поља. У периоду 1942–1945, више Американки је радило него икада раније. За разлику од претходних деценија, амерички произвођачи нису тражили инспирацију од париских модних дизајна, већ су развили сопствене стилове одеће, у границама које је поставила ратна потреба. Доступни су били само памук, мешавина вуне или синтетика као што је рајон; тканине резервисане искључиво за војну употребу укључивале су чисту вуну (униформе, војни капути и ћебад) и свилу и најлон (првенствено за падобране). Било је мало боја и украса, јер су се сматрали непримерено разметљивим и непатриотским у време рата, када су очување и самодисциплина били критични. Жене које су радиле на индустријским пословима у ратној служби носиле су панталоне својих мужева.
Слично томе, у Британији, због рационализације одеће, многе жене су почеле да носе цивилну одећу својих мужева на послу док су њихови мужеви били одсутни у оружаним снагама. То је делимично било зато што су на њих гледали као на радну одећу, а делом зато да би се женама омогућило да задрже свој додатак за одећу за друге сврхе. Како се мушка одећа дотрајала, биле су потребне замене, тако да је до лета 1944. објављено да је продаја женских панталона била пет пута већа него претходне године.

##### 1946–1959
За разлику од међуратног периода, женске панталоне су направиле трајан продор након Другог светског рата, и као комад одеће за свакодневну употребу и као модни израз. У послератној ери панталоне су још увек биле уобичајена лежерна одећа за баштованство, дружење и друге активности у слободно време; међутим, осим за слободно време, само су их глумице попут Марлен Дитрих, Кетрин Хепберн и Одри Хепберн или друге модне жене попут Коко Шанел носиле у јавности за свакодневну употребу. Генерално, већина жена се вратила на сукње и хаљине као стандардну одећу на радним местима као што су канцеларије до касних 1950-их. Тек када су капри панталоне постале модерне касних 1950-их, значајне промене су почеле да се манифестују.

##### 1960-их и 1970-их
Током 1960-их, Андре Куреж је представио фармерке за жене, што је довело до ере дизајнираних фармерки. А 1966. Ив Сен Лоран је представио Le Smoking, женски смокинг намењен за свечане прилике.
Године 1969. Шарлот Рид постала је прва жена која је носила панталоне у америчком Конгресу.
Такође 1969. године, Барбра Стрејсенд је постала прва жена која је присуствовала додели Оскара у панталонама, прихвативши награду за улогу у филму Смешна девојка обучена у одећу коју је дизајнирао Арнолд Скаси.
1972. Пет Никсон је била прва америчка прва дама која је била модел за панталоне у националном часопису. Међутим, прве даме су раније виђене како носе панталоне, укључујући Лу Хувер (фотографисана приватно у панталонама за јахање у председничком одмаралишту) и Џеки Кенеди (фотографисана у панталонама и џемперу на Кејп Коду 1960. године и у палацо панталонама у Италији 1962).
Године 1972. у Сједињеним Државама су усвојени Амандмани о образовању, који су, као део Одредби о недискриминацији, прогласили да се хаљине не могу захтевати од девојчица. Правила облачења су се тако променила у државним школама широм Сједињених Држава.
Седамдесетих година 20. века панталоне су постале прилично модерне за жене. Џејн Фонда, Дајана Рос, Кетрин Хепберн, Тејтум О’Нил и Дајана Китон су све помогле популаризацији ношења панталона, појављујући се на церемонијама доделе награда обучене у одела или панталоне; Тејтум О’Нил је посебно примила Оскара са 10 година док је носила смокинг.

##### 1980-их и 1990-их
Осамдесетих година 20. века у Порторику, Ани Ирми Ривери Ласен није било дозвољено да уђе на суд у панталонама и речено јој је да носи сукњу. Тужила је судију и победила.
1989. године сенаторка Калифорније Ребека Морган постала је прва жена која је носила панталоне у сенату америчке савезне државе.
Хилари Клинтон је била прва жена која је носила панталоне на званичном портрету прве даме САД.
Женама није било дозвољено да носе панталоне у америчком Сенату све до 1993. године, иако се то правило ретко примењивало. 1993. године, сенатори Барбара Микулски и Керол Мозли Браун носиле су панталоне у супротности са правилом, а убрзо потом уследило је женско особље за подршку, а правило је касније те године изменила наредница Сената Марта Поуп како би се женама омогућило да носити панталоне.

#### Африка
Године 1994. женама у Малавију је легално дозвољено да носе панталоне под владавином председника Камузу Банде, првобитно забрањено законом уведеним 1965.

### 21. век

#### Међународне норме
Од 2004. Међународна клизачка организација дозвољава женама да носе панталоне уместо сукње на такмичењу ако желе.
2013. године, подзаконски акт који захтева од жена у Паризу, Француска, да траже дозволу од градских власти пре него што се „обуку као мушкарци“, укључујући ношење панталона (са изузецима за оне који „држе управљач бицикла или узде коња“) проглашен је званично опозваним од стране Француске министарке за женска права, Најат Вало-Белкасем. Уредба је првобитно имала за циљ да спречи жене да носе панталоне које су биле у моди код париских побуњеника током Француске револуције.
Такође 2013. године, турски парламент је укинуо забрану да посланице носе панталоне у својој скупштини.
Индијски породични суд у Мумбају је 2014. године пресудио да муж који приговара својој жени да носи курту и фармерке и да је присиљава да носи сари представља окрутност и може бити основ за развод. Супрузи је тако одобрен развод на основу окрутности како је дефинисано у члану 27(1)(д) Посебног закона о браку, 1954.
Од 1991. до 2019. у Судану, члан 152 Меморандума уз Кривични закон из 1991. забрањивао је ношење „опсцене одеће“ у јавности. Био је контроверзан из разних разлога, на пример, јер је коришћен за кажњавање жена које су носиле панталоне у јавности тако што су их бичевали 40 пута. Тринаест жена, укључујући новинарку Лубну ал-Хусеин, ухапшено је у Картуму у јулу 2009. јер су носиле панталоне; десет жена признало је кривицу и бичевано је са десет удараца бичем и кажњено са 250 суданских фунти по комаду. Лубна ал Хусеин је себе сматрала добром муслиманком и тврдила је: „Ислам не каже да ли жена може да носи панталоне или не. Не плашим се бичевања. Не боли. Али то је увредљиво." На крају је проглашена кривом и кажњена новчаном казном у износу од 200 долара уместо да је бичевана. Члан 152 Кривичног законика (који се обично назива Закон о јавном реду) је 29. новембра 2019. укинут као део транзиције Судана ка демократији 2019–2022. Према Ихсан Фагири, лидеру иницијативе Не угњетавање жена, око 45.000 жена је процесуирано према Закону о јавном реду само у 2016. Укидање је виђено као важан први корак ка постепеној законској реформи како би се побољшао статус женских права у земљи како је предвиђено Нацртом уставне декларације (или Повеље).

#### Норме на радном месту
Краљевска канадска коњичка полиција је 2012. године почела да дозвољава женама да носе панталоне и чизме уз све своје формалне униформе.
До 2016. године неке чланице посаде Бритиш ервејза су морале да носе стандардну униформу „амбасадора“ Бритиш ервејза, која традиционално не укључује панталоне.
Године 2017. Црква Исуса Христа светаца последњих дана објавила је да њене службенице могу да носе „професионална одела са панталонама и панталоне“ док су на послу; раније су биле потребне хаљине и сукње. Та иста црква је 2018. године објавила да њихове жене мисионарке могу да носе панталоне ако желе, осим када посећују храм и током недељних богослужења, служби крштења, руководства мисије и зонских конференција.
Године 2019. Верџин Атлантик је почео да дозвољава својим стјуардесама да носе панталоне.

#### Школске норме
Већина школа у Великој Британији дозвољава девојчицама да носе панталоне, али многе девојчице и даље носе сукње у основним и средњим школама, чак и тамо где је дат избор панталона. У касном 20. и раном 21. веку, многе школе су почеле да мењају правила униформе како би дозволиле панталоне за девојчице усред противљења политици само сукње – најпознатија је вероватно била Џо Хејл 2000. Владине смернице изричито наводе да одлуку да се девојчицама дозволи да носе панталоне доносе појединачне школе.

## Преостале забране

### Религија
Постоји велики број вероисповести унутар главних религија, као што су јудаизам и хришћанство, које желе да наметну оно што виде као разлику у половима, као и забрану женама да откривају контуре ногу, захтевајући од свих жена и младих девојака да носе дугу хаљину или сукњу уместо панталона.
У ортодоксном јудаизму, ношење панталона од стране жена, које сматрају мушком одећом, библијски је забрањено под забраном Ло Силбаша у Библији („Жена не сме да носи оно што припада мушкарцу“, Deuteronomy 22:5 ). Као такве, ортодоксне Јеврејке носе покриваче за главу, као и хаљине чији се рукави простиру преко лаката, а рубови падају испод колена.
Хришћани методисти конзервативног покрета за светост, верују да модерна популарна пракса ношења панталона од стране жена замагљује разлику између мушкараца и жена; муслимани присталице уче да жене не би требало да носе панталоне јер откривају контуре ногу које треба сакрити да би се одржале традиционалне верске дефиниције скромности, поред веровања да су панталоне мушка одећа. Методистичке хришћанке које припадају конзервативном покрету светости тако носе хаљине или сукње са рубовима који сежу преко колена; ова пракса се протеже од свакодневног ношења до активности као што је пливање, у којем многе жене методистичке светости носе пливачке хаљине, а не савремене купаће костиме.
Хришћани квекери, као што су они који припадају Централном годишњем састанку пријатеља, практикују ношење обичне одеће у којој жене носе хаљине са рукавима који не откривају лактове и рубове који досежу испод колена, или сукње које су слично дизајниране.
Међу традиционалним конзервативним менонитским хришћанима, који се понекад називају "менонитима старог реда", обавезне су дуге сукње или хаљине које покривају већи део ногу, заједно са покривалима за главу. Оне такође носе хаљине и сукње јер верују да мушкарци и жене треба да се разликују једни од других, цитирајући Поновљени закон 22:5: „Жена не сме да носи оно што је мушко, нити ће мушкарац обући женску одећу, јер сви који то чине, гад су Господу Богу твоме“. Конзервативне конференције обично захтевају да жене носе специфичан стил облачења.
У многим традиционалним католичким хришћанским круговима, ношење панталона је обесхрабрено, посебно кад идете у цркву. Света конгрегација Сабора под папом Пијем XI издала је смернице за женску одећу 1956. године: „Не може се назвати пристојном хаљина која је исечена дубље од два прста испод грла, која не покрива руке барем до лактовима и једва сеже мало испод колена. Штавише, хаљине од провидних материјала су неприкладне.“ Писмо кардинала Сири о хаљинама наведено је као оправдање за жене које носе сукње и хаљине, а не панталоне. Поред тога, Свети Тома Аквински, главни теолог Цркве, такође је поучавао да „спољна одећа треба да буде у складу са имовином особе, према општем обичају. Отуда је само по себи грешно да жена носи мушку одећу, или обрнуто; и то је изричито забрањено у Закону (Поновљени закони 22). . .“ Као такво, Друштво Светог Пија X говорило је о томе да жене више воле да носе сукње него панталоне.
Пентекостне хришћанке обично носе дуге сукње због библијске заповести у Старом завету да жене не смеју да носе мушку одећу; ово је обавезно у пентекосталним црквама светости, као и у пентекосталним црквама јединства, као што је Уједињена Пентекостална црква.
Многе независне фундаменталне баптистичке цркве, колеџи и универзитети забрањују женама да носе панталоне. На пример, на хришћанском колеџу Пенсакола, студенткиње могу да носе панталоне или кратке панталоне само у „рекреативне сврхе“. Такође су обавезне да носе сукње или хаљине до 17:00 радним данима.
У 2012. и 2013. години, неке мормонске жене учествовале су у „Носите панталоне на Дан цркве“, у којој су носиле панталоне у цркву уместо уобичајених хаљина како би подстакле родну равноправност у Цркви Исуса Христа светаца последњих дана. Преко хиљаду жена је учествовало у овоме 2012. Та црква је 2017. објавила да њене службенице могу да носе „професионалне панталоне“ док су на послу; раније су биле потребне хаљине и сукње.

### Плес
Многи облици плеса захтевају од жена да носе сукње или хаљине, било по конвенцији или правилима такмичења. У шкотском планинском плесу, на пример, жене носе сукњу или хаљину укључујући хаљину (за националне плесове) или одећу засновану на килту за плесове Горштака. Међутим, жене у Сједињеним Државама могу да носе тартан.

## Панталоне и сексуално насиље
У Риму је 1992. године 45-годишњи инструктор вожње оптужен за силовање. Када је покупио 18-годишњу девојку на њен први час вожње, наводно ју је силовао сат времена, а затим јој рекао да ће је убити ако некоме каже. Касније те ноћи рекла је својим родитељима и да су њени родитељи пристали да јој помогну у подизању оптужнице. Мада је наводни силоватељ осуђен, италијански Врховни суд је поништио пресуду 1998. јер је жртва носила уске фармерке. Тврдило се да је она нужно морала да помогне свом нападачу да скине фармерке, чинећи тако чин споразумним („пошто је жртва носила веома, веома уске фармерке, морала је да му помогне да их скине... и тако што је скидала фармерке ...то више није било силовање, већ споразумни секс"). Италијански Врховни суд је у својој одлуци навео да је „уобичајено искуство да је готово немогуће скинути уске фармерке чак и делимично без активне сарадње особе која их носи“. Ова одлука је изазвала широке феминистичке протесте. Дан након одлуке, жене у италијанском парламенту протестовале су тако што су носиле фармерке и држале плакате на којима је писало „Џинс: Алиби за силовање“. Као знак подршке, Сенат и скупштина Калифорније су следили њихов пример. Убрзо је Патриша Гиганс, извршна директорка Комисије за нападе на жене у Лос Анђелесу, (сада Мир над насиљем) учинила Дан тексаса годишњим догађајем. Од 2011. најмање 20 америчких држава званично признаје Дан тексаса у априлу. Ношење фармерки на тај дан постало је међународни симбол протеста против оваквих ставова о сексуалном злостављању.